# مديرية الخبت

تعديل مصدري - تعديل

مديرية الخبت إحدى مديريات محافظة المحويت اليمنية والتي تقع إلى الغرب من العاصمة صنعاء. بلغ عدد سكانها 64033 نسمة عام 2004.

موقع مديرية الخبت في محافظة المحويت